# 에아드위네
에아드위네(고대 영어: Ēadwine: 586년경-632년 또는 633년 10월 12일)는 616년경부터 죽을 때까지 데렌과 베오르니체의 왕이었다.
에아드위네는 데렌리체 국왕 앨라의 아들이며, 옆 나라 베오르니체 국왕 애설프리스에게 시집간 아차와는 남매지간이다. 처남 애설프리스가 데렌리체의 왕위를 차지하면서 귀네드로 망명 가서 귀네드 왕자 카드왈론과 함께 자랐다. 616년 동앵글인의 왕 래드왈드가 애설프리스를 죽이고 패권을 잡으면서 에아드위네를 데렌리체와 베오르니체의 왕으로 꽂아 주었다. 애설프리스에 의해 베오르니체 위주로 통일된 두 나라를 에아드위네는 데렌리체 우위로 다스렸다. 래드왈드가 살아 있는 동안 에아드위네는 자신을 왕으로 만들어준 래드왈드를 패자로 인정하며 신종했다.
625년 에아드위네는 켄트 왕녀 애설부르흐와 결혼하여 켄트와의 결혼동맹을 맺으면서 세력이 급부상했고, 위흐트와라 등 소왕국에게 독립을 보장하면서 그들의 신종을 받았다. 에아드위네는 래드왈드 다음의 패권을 두고 서색슨인의 왕 퀴첼름과 경쟁하여 승리하여 627년부터 가장 강력한 앵글로색슨인 군주가 되었다. 629년 소꿉친구인 귀네드 국왕 카드왈론 압 카드반에게 승리하고 에아드위네의 패권은 한동안 도전받지 않았다. 그는 『앵글로색슨 연대기』에 다섯 번째 브레트왈다(브리타니아의 패자)로 기록되었다.
그러나 632년 또는 633년에 머시아 국왕 펜다가 카드왈론과 연합해 에아드위네의 패권에 도전했고, 그해 가을에 벌어진 햇필드 추격전에서 살해된 뒤 시체는 갈갈이 찢겼다. 그는 627년 천주교로 개종한 상태에서 이교도인 펜다에게 죽었기 때문에 순교자로서 시성되었다.